# Смуток Бельгії
Смуток Бельгії (нід. Het verdriet van België англ. Sorrow of Belgium) — роман бельгійського нідерландськомовного письменника Гюго Клауса.